# 庫巴 (葡萄牙)
38°9′N 7°53′W / 38.150°N 7.883°W

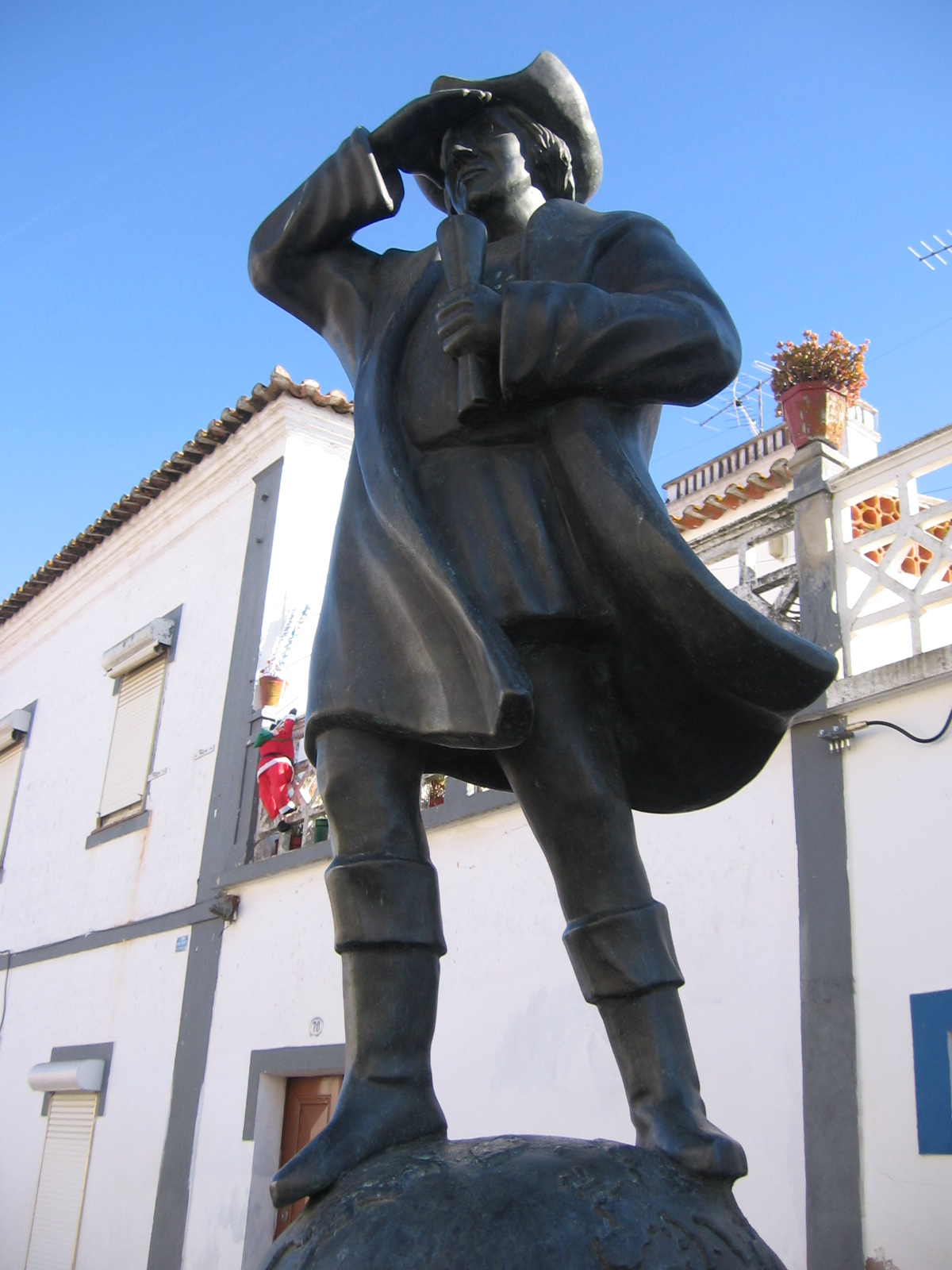

庫巴（葡萄牙語：Cuba），是葡萄牙的城鎮，位於該國南部，由貝雅區負責管轄，南面是貝雅，始建於1782年，面積172.09平方公里，2011年人口4,878，人口密度每平方公里28.35人。